# Samia punctata
Samia punctata är en fjärilsart som beskrevs av Mezger. 1928. Samia punctata ingår i släktet Samia och familjen påfågelsspinnare. Inga underarter finns listade.